# Relaciones Alemania-Turquía
Las relaciones Alemania-Turquía son aquellas relaciones exteriores llevadas a cabo entre la República Federal de Alemania y la República de Turquía.
Estas relaciones tienen sus inicios en la época del Imperio otomano, predecesor de la actual Turquía, y han culminado en el desarrollo de fuertes lazos con múltiples facetas que incluyen las relaciones económicas, militares, culturales y sociales.
Con Turquía como candidato a la Unión Europea, de la que Alemania es el miembro más grande, y la existencia de una importante diáspora turca en Alemania, estas relaciones se han entrelazado cada vez más durante décadas. Las relaciones con Turquía se deterioraron significativamente después de las purgas turcas de 2016-17, incluido el arresto de periodistas como Deniz Yücel del periódico alemán Die Welt.

## Comparación entre países

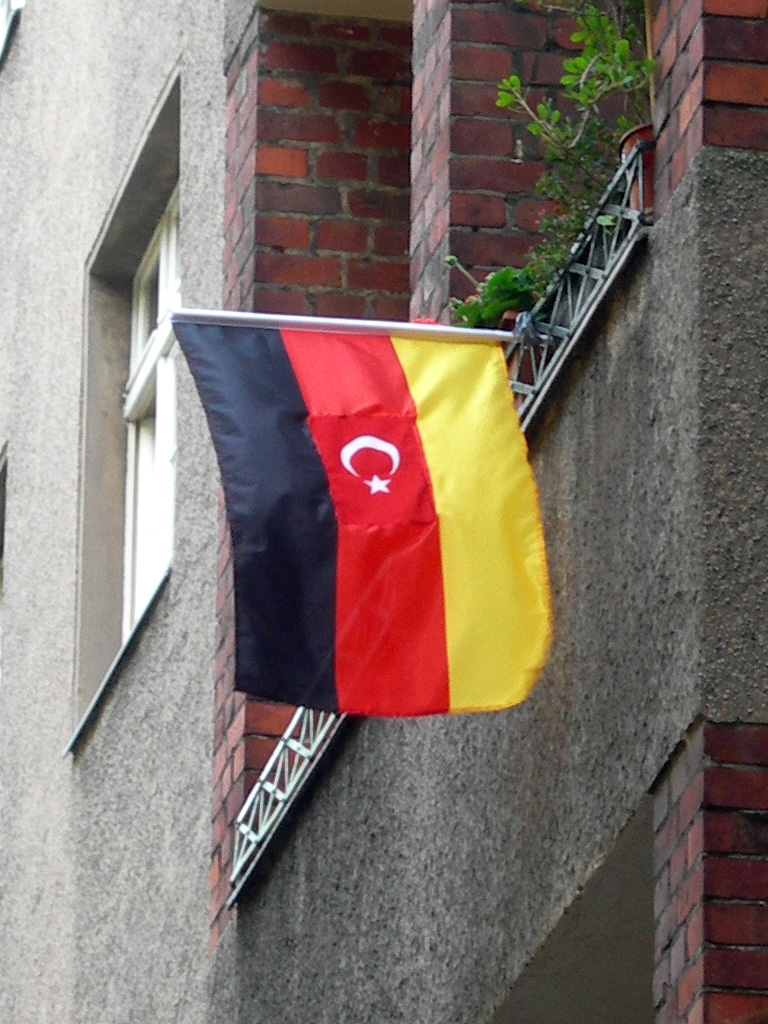

|                            | Alemania | Turquía |
| -------------------------- | --- | --- |
| Nombre oficial             | República Federal de Alemania (en alemán: Bundesrepublik Deutschland) | República de Turquía (en turco: Türkiye Cumhuriyeti) |
| Población                  | 83 190 556 | 85 814 871 |
| Superficie                 | 357 021 km² (137 847 mi²) | 783 356 km² (302 455 mi²) |
| Densidad de población      | 229/km² (593/mi²) | 102/km² (264.2/mi²) |
| Capital                    | Berlín | Ankara |
| Ciudad más poblada         | Berlín – 3 769 495 (6 144 600 área metropolitana) | Estambul – 15 214 177 (5 343 220 área metropolitana) |
| Ciudades globales          | Berlín, Múnich, Dortmund, Fráncfort del Meno, Núremberg, Hamburgo, Düsseldorf, Colonia, Gelsenkirchen, Bremen, Hannover, Bonn, Leverkusen, Mannheim, Bochum, Stuttgart, Karlsruhe, Cottbus, Mönchengladbach, Darmstadt, Rostock, Wiesbaden, Potsdam, Münster, Essen, Osnabrück | Ankara, Estambul, Esmirna, Antalya, Bursa, Trabzon, Erzurum, Gaziantep, Kocaeli, Sakarya, Muğla, Diyarbakır, Kayseri, Sivas, Mardin, Eskişehir, Malatya, Edirne, Afyonkarahisar, Kırklareli, Denizli, Mersin, Tekirdağ, Adana, Şanlıurfa, Konya |
| Forma de gobierno          | República constitucional parlamentaria federal | República constitucional presidencialista unitaria |
| Idiomas oficiales          | Alemán | Turco |
| Moneda                     | Euro (€) | Lira turca (₺) |
| Líder actual               | Presidente Frank-Walter Steinmeier Canciller Friedrich Merz | Presidente Recep Tayyip Erdoğan Vicepresidente Fuat Oktay |
| Religiones más importantes | 58% Cristianismo, 37% irreligión, 4% Islam, 1% otras | 95.6% Islam, 0.9% Cristianismo |
| Grupos étnicos             | 80% Alemanes, 5% turcos, 5% otros europeos, 10% otros | 85% Turcos, 9% kurdos, 6% otros |
| Países por PIB (PPA)       | $3.615 trillón, $50.206 per cápita | $0.857 trillón ($10.848 per cápita) |

## Misiones diplomáticas
- Alemania mantiene una embajada en Ankara y consulados generales en Esmirna y Estambul.
- Turquía mantiene una embajada en Berlín.

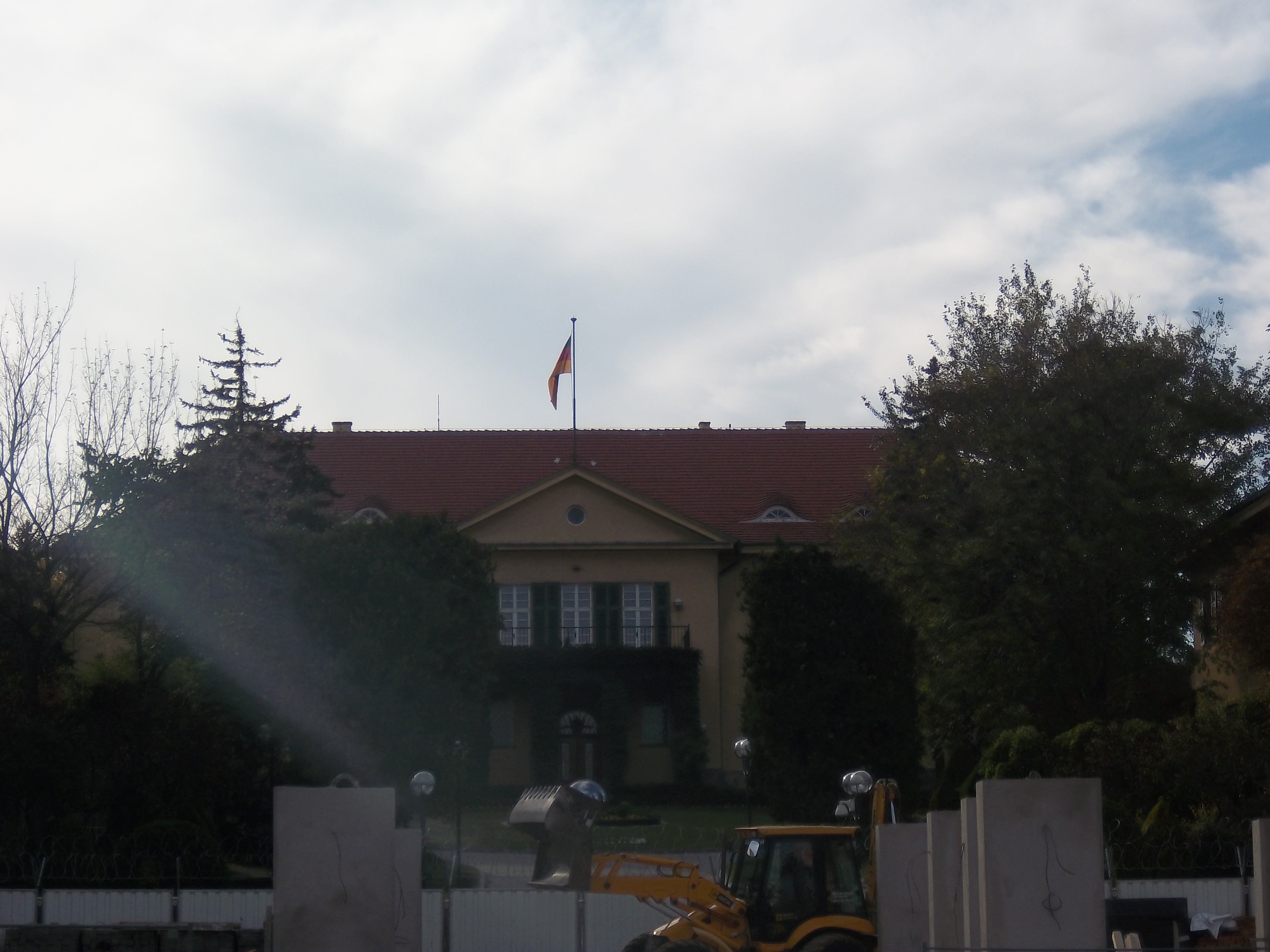
Embajada de Alemania en Ankara.
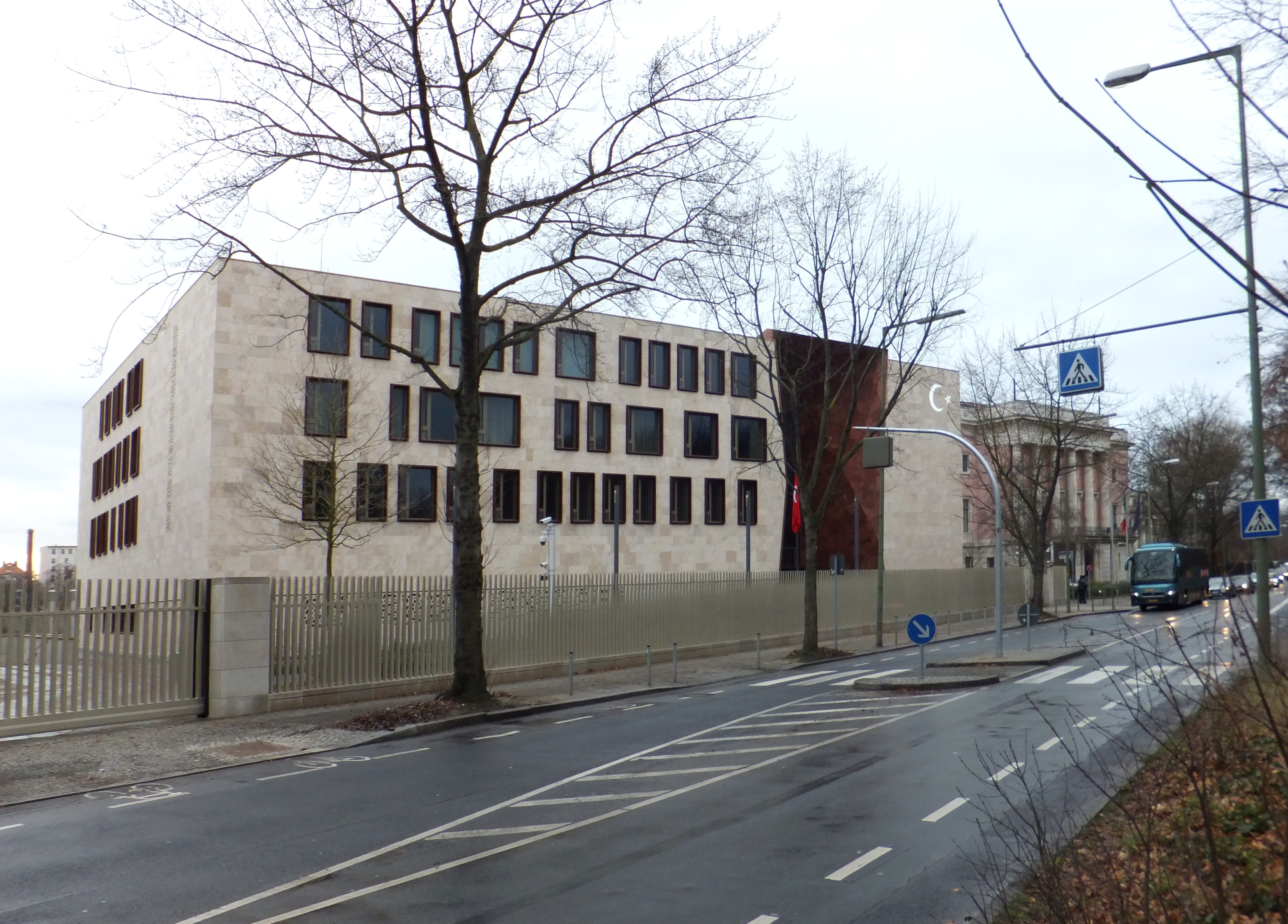
Embajada de Turquía en Berlín.